# Syracuse (New York)
Syracuse [ˈsɪɹəkjuːs] ist eine Stadt im US-Bundesstaat New York in den USA mit 148.620 Einwohnern (Stand: 2020).
Syracuse liegt südlich des Ontariosees im Nordosten der Finger-Lakes-Region am Onondaga Lake und ist eine Industrie- und Handelsstadt.
Die Stadt ist nach der antiken griechischen Stadt Syrakus auf Sizilien benannt.

## Geschichte
In der Gegend des heutigen Syracuse siedelten sich – nach den indianischen Ureinwohnern – ab dem 17. Jahrhundert französische Missionare an. Nach dem Unabhängigkeitskrieg kamen mehr weiße Menschen in die Region, meist, um mit dem Stamm der Onondaga zu handeln. Nachdem in einigen Salzsümpfen von Syracuse die gewerbliche Salzgewinnung angelaufen war, zog das weitere Siedler in die Region. Das Salz gab der Stadt den Spitznamen „Salt City“.
Die ursprüngliche Siedlung wurde mehrfach umbenannt. Ursprünglich hieß sie Salt Point (1780), dann Webster’s Landing (1786), Bogardus Corners (1796), Milan (1809), South Salina (1812), Cossits’ Corners (1814) und Corinth (1817). Als Corinth die Einrichtung eines Postamts beantragte, lehnte die Postverwaltung diesen Namen jedoch ab, da im Staat New York bereits ein Postamt dieses Namens existierte. Schließlich wurde der Name Syracuse gewählt und das Dorf (village) 1825 offiziell gegründet. Im gleichen Jahr wurde der Eriekanal eröffnet, der durch das damalige Dorf verlief. Mit der Eingemeindung des nahe gelegenen Dorfes Salina wurde Syracuse 1839 zur Stadt.
Neben der prosperierenden Salzindustrie wurde Syracuse auch zu einer wichtigen Anlaufstelle für die wachsende Antisklavenhaltungs-Bewegung. Am 1. Oktober 1851 wurde ein freigelassener Sklave, der nur unter dem Namen „Jerry“ bekannt war, unter Berufung auf das „Flüchtiger-Sklave-Gesetz“ festgenommen. Als die Festnahme dieses ehemaligen Sklaven bekannt wurde, stürmten Hunderte von Sklavereigegnern das Stadtgefängnis und befreiten Jerry. Während des Amerikanischen Bürgerkriegs war Syracuse auch eine „Haltestelle“ auf der „Underground Railroad“, dem wichtigsten Fluchtweg der Sklaven aus den Südstaaten.
Die wirtschaftliche Bedeutung der Salzindustrie sank nach dem Amerikanischen Bürgerkrieg, es entstand jedoch eine neue Fertigungsindustrie an ihrer Stelle. Ende des 19. Jahrhunderts und Anfang des 20. Jahrhunderts wurden zahlreiche Industrieprodukte hergestellt, wie etwa luftgekühlte Motoren von der H. H. Franklin Manufacturing Company. 1920 erreichte Syracuse eine Bevölkerungsanzahl von mehr als 210.000 Einwohnern.
Die Bevölkerungszahl sank wieder nach dem Zweiten Weltkrieg, da immer mehr Einwohner in die Vororte wegzogen. Viele historische Gebäude von Syracuse verfielen in den 1950er und 1960er Jahren und wurden abgerissen. Daraufhin siedelten sich gezielt einige neue Museen und Behörden mit neuen Regierungsgebäuden in der City an, um das Zentrum wiederzubeleben. Durch Programme von Stiftungen gefördert, zogen in den 1980er Jahren viele Immigranten von Afrika und Mittelamerika nach Syracuse.
Die industrielle Produktivität von Syracuse geriet in den 1990er Jahren erneut in die Krise. Viele Kleinbetriebe mussten während dieser Zeit schließen, was zu einer weiteren Erhöhung der bereits zunehmenden Arbeitslosen-Rate beitrug. Ein weiterer schwerer Rückschlag war 2003 die Ankündigung der Carrier Corporation, ihren Produktionsstandort in Syracuse im folgenden Jahr zu schließen.

## Bevölkerung

### Demografie
| Jahr       | 1980    | 1990    | 2000    | 2010    | 2020    | 2022    |
| ---------- | ------- | ------- | ------- | ------- | ------- | ------- |
| Einwohner¹ | 170.105 | 163.860 | 146.381 | 145.196 | 148.620 | 117.055 |

¹ 1980–2022: Volkszählungsergebnisse

### Religion
Syracuse ist seit 1886 Sitz des römisch-katholischen Bistums Syracuse. Hauptkirche des Bistums ist die Kathedrale Immaculate Conception (Unbefleckte Empfängnis) aus dem Jahr 1874, die nach Umbauten und Ergänzungen (Turm) 1910 als Kathedrale ein zweites Mal geweiht wurde. Die Herz-Jesu-Basilika stammt von 1910.

## Wirtschaft und Infrastruktur
Industrie
In Syracuse werden vor allem Chemikalien, Flugzeugmotoren, Maschinen, elektronische Geräte und Metallwaren hergestellt. Zu den größten Arbeitgebern der Stadt gehört der Rüstungskonzern Lockheed Martin. Seit 2004 befindet sich in Syracuse ein Produktions- und Reinigungsstandort für Uniformen von Cintas.
Im April 2024 kündigte Micron Technology an, im Rahmen des US-Chip-Acts, insgesamt 4 Fabriken im Volumen von 100 Milliarden Dollar zu bauen. Es werden damit 9.000 hochbezahlte direkte Arbeitsplätze, sowie 40.000 indirekte Arbeitsplätze in der lokalen Zulieferindustrie erwartet.
Verkehr
Der internationale Flughafen Syracuse befindet sich sechs Kilometer nordöstlich der Stadt.
Es bestehen Zugverbindungen mit Amtrak nach Toronto und New York.
Bildung
Syracuse verfügt über eine große Universität, die Syracuse University, einen Standort der State University of New York und ein Kunstmuseum.

## Kultur

### Freizeit
Im Westen der Stadt liegt der Burnet Park, der unter anderem den Rosamond Gifford Zoo beherbergt.

### Bauwerke
In Syracuse befindet sich das historische Babcock-Shattuck House.
Im Stadtteil Tipperary Hill existiert eine Ampel mit umgekehrter Reihenfolge der Lichter (Grün oben, Rot unten). Als 1920 die ersten Ampeln installiert wurden, warfen Jugendliche, die sich daran störten, dass das „britische“ Rot über dem „irischen“ Grün steht, Steine gegen die Ampel. Nachdem die Ampel repariert wurde, wurde sie wieder und wieder zerstört, sodass die Stadt, die an dieser Stelle eine Ampel für erforderlich hielt, sich entschloss, die Ampel umzudrehen. Die Ampel existiert noch immer in dieser umgekehrten Reihenfolge.

### Sport
Der ortsansässige Eishockeyclub Syracuse Crunch spielt in der AHL und ist seit der Saison 2012/13 das Farmteam der Tampa Bay Lightning. Die Baseballmannschaft Syracuse Mets spielt im NBT Bank Stadium und ist ein Farmteam der New York Mets in der International League. Das Syracuse University Lacrosse-Team ist mit elf Meisterschaften das erfolgreichste Team der NCAA.

## Städtepartnerschaften
Partnerstädte von Syracuse sind
- Chiayi in der Republik China (Taiwan)
- Tampere in Finnland

## Söhne und Töchter der Stadt
- Augustus C. Baldwin (1817–1903), Politiker, Vertreter von Michigan im US-Repräsentantenhaus
- George Augustus La Dow (1826–1875), Politiker
- Olivia Sage (1828–1918), Philanthropin
- Christopher C. Upson (1829–1902), Politiker, Vertreter von Texas im US-Repräsentantenhaus
- Grove L. Johnson (1841–1926), Politiker, Vertreter von Kalifornien im US-Repräsentantenhaus
- Sarah Loguen Fraser (1850–1933), Medizinerin
- Michael E. Driscoll (1851–1929), Politiker, Vertreter von York im US-Repräsentantenhaus
- John R. Clancy (1859–1932), Politiker, Vertreter von New York im US-Repräsentantenhaus
- Henry Slocum (1862–1949), Tennisspieler und Sieger der US-Meisterschaften 1888 und 1889
- John P. Jaeckel (1865–1941), Politiker, Treasurer of State von New York
- Edwin Fitch Northrup (1866–1940), Physiker
- Florence E. S. Knapp (um 1875–1949), Politikerin
- Edward H. Kraus (1875–1973), Mineraloge, Kristallograph und Hochschullehrer
- Edward Schoeneck (1875–1951), Rechtsanwalt und Politiker
- Roy Atwell (1878–1962), Schauspieler
- Edna May (1878–1948), Schauspielerin und Sängerin
- Edward Alexander Powell (1879–1957), Kriegsberichterstatter und Schriftsteller
- Mitchell Lewis (1880–1956), Film- und Theaterschauspieler
- Clarence E. Hancock (1885–1948), Politiker, Vertreter von New York im US-Repräsentantenhaus
- Eugene F. McDonald (1886–1958), Gründer von Zenith Radio und Erfinder des tragbaren Weltempfängers
- G. Frank Wallace (1887–1964), Unternehmer und Politiker
- Irving Kaufman (1890–1976), Sänger
- Audrey Munson (1891–1996), Model und Schauspielerin
- Thérèse Bonney (1894–1978), Fotografin und Schriftstellerin
- Doris Kenyon (1897–1979), Film- und Theaterschauspielerin, Schlagersängerin und Lyrikerin
- B. J. Monkiewicz (1898–1971), Politiker, Vertreter von Connecticut im US-Repräsentantenhaus
- Bradley Walker Tomlin (1899–1953), Maler
- Sigurd Fergus Varian (1901–1961), Unternehmer der Elektronikindustrie
- Philip Taft (1902–1976), Historiker und Hochschullehrer
- Claire Luce (1903–1989), Bühnen- und Filmschauspielerin
- Milton Holmes (1907–1987), Drehbuchautor, Schauspieler und Filmproduzent
- Louis Mucci (1909–2000), Jazz-Trompeter des Swing
- Louise Henry (1911–1967), Schauspielerin
- A. Gardner Fox (1912–1992), Physiker und Erfinder
- Francis James Harrison (1912–2004), römisch-katholischer Bischof des Bistums Syracuse
- William F. Walsh (1912–2011), Politiker, Vertreter von New York im US-Repräsentantenhaus
- Erskine Butterfield (1913–1961), Jazz-Pianist, Arrangeur und Songwriter
- Jimmy Van Heusen (1913–1990), Komponist
- John T. Connor (1914–2000), Manager und Politiker
- William Lundigan (1914–1975), Schauspieler
- Walter Farley (1915–1989), Schriftsteller
- Robert Moffat Palmer (1915–2010), Komponist und Musikpädagoge
- Theodore Hesburgh (1917–2015), römisch-katholischer Priester und Universitätsprofessor
- Franklin H. Littell (1917–2009), methodistischer Theologe
- Stephen Powelson (1917–1994), Buchhalter und Rezitator der Ilias
- Peanuts Hucko (1918–2003), Jazz-Klarinettist und Saxofonist des Dixieland Jazz und Swing
- Lillian Ross (1918–2017), Journalistin
- Frederic Garfield Worden (1918–1995), Arzt, Hochschullehrer und Neurowissenschaftler
- James M. Hanley (1920–2003), Politiker, Vertreter von New York im US-Repräsentantenhaus
- Robert De Niro, Sr. (1922–1993), Maler
- James M. Early (1922–2004), Elektrotechnik-Ingenieur
- Rod Serling (1924–1975), Drehbuchautor und Produzent
- John H. Terry (1924–2001), Politiker, Vertreter von New York im US-Repräsentantenhaus
- Keith Laumer (1925–1993), Science-Fiction-Autor
- George C. Wortley (1926–2014), Politiker, Vertreter von New York im US-Repräsentantenhaus
- Nora Marks Dauenhauer (1927–2017), Autorin
- Paul F. Gorman (* 1927), General der US Army und Regierungsbeamter
- Phyllis Kirk (1927–2006), Schauspielerin
- Eugene Kennedy (1928–2015), Psychologe, Priester und Autor
- Carl Woese (1928–2012), Mikrobiologe
- Eric Carle (1929–2021), Kinderbuchautor
- John E. Exner (1929–2006), Psychologe
- Charles Hinman (* 1932), minimalistischer Maler
- Dave MacKay (1932–2020), Jazzmusiker
- Mark Murphy (1932–2015), Jazzsänger
- Ann Carter (1936–2014), Filmschauspielerin
- John G. Bartlett (1937–2021), Mediziner
- Michael Herr (1940–2016), Schriftsteller und Drehbuchautor
- Donald A. Lutz (* 1940), Mathematiker und Hochschullehrer
- Sal Nistico (1940–1991), Saxophonist des Modern Jazz
- Kathleen Barry (* 1941), Feministin, Soziologin und Professorin
- Clifford Luyk (* 1941), spanisch-US-amerikanischer Basketballspieler und -trainer
- Stephen Willard (1941–2009), Mathematiker
- Robert F. Engle (* 1942), Wirtschaftswissenschaftler
- James N. Frey (* 1943), Autor und Lehrer für kreatives Schreiben
- Stephen Montague (* 1943), Komponist, Pianist und Dirigent
- Gary Todd (* 1944), Bassist des Modern Jazz
- Stephen Gelbart (* 1946), israelisch-US-amerikanischer Mathematiker
- Jim Miller (* 1947), Nordischer Kombinierer
- James T. Walsh (* 1947), Politiker, Vertreter von New York im US-Repräsentantenhaus
- James Nachtwey (* 1948), Dokumentarfotograf, Kriegsberichterstatter und Fotojournalist
- Catherine Bertini (* 1950), Regierungsbeamtin und Hochschullehrerin
- Lawrence J. DeLucas (* 1950), Astronaut
- Keith B. Alexander (* 1951), General der US Army
- Mark Lombardi (1951–2000), Künstler
- Gary Lucas (* 1952), Gitarrist und Songwriter
- Louis Menand (* 1952), Anglist, Literaturkritiker und Kulturhistoriker
- Daniel R. Schwartz (* 1952), israelisch-US-amerikanischer Professor für Jüdische Geschichte an der Hebräischen Universität Jerusalem
- Ward Lamb (* 1953), Maler
- Les K. Wright (* 1953), Autor
- Tim Berne (* 1954), Altsaxophonist
- Robert Nixon (* 1954), Filmregisseur, Filmproduzent, Autor und Naturschützer
- Tom Peyer (* 1954), Comicautor
- Viki Fleckenstein (* 1955), Skirennläuferin
- Dominic Catalano (* 1956), Kinderbuchillustrator und -autor
- Dan W. Reicher (* 1956), Umweltschützer und Energiefachmann
- Terry McAuliffe (* 1957), Unternehmer und Politiker
- Kathy Heddy (* 1958), Schwimmerin
- Mike Rotunda (* 1958), professioneller Wrestler
- Dylan Baker (* 1959), Schauspieler
- Danny Schayes (* 1959), Basketballspieler
- William Schneider (* 1959), Jurist und Politiker
- Boris Andrij Gudziak (* 1960), ukrainisch-katholischer Erzbischof von Philadelphia
- Joe Magnarelli (* 1960), Jazzmusiker
- Mary Mara (1960–2022), Schauspielerin
- Gwil Owen (* 1960), Singer-Songwriter
- Steven Swanson (* 1960), NASA-Astronaut
- Siobhan Fallon Hogan (* 1961), Schauspielerin
- Rick Keller (* 1961), Jazzmusiker
- Glen Morgan (* 1961), Produzent, Regisseur und Drehbuchautor
- Samuel Bayer (* 1962), Regisseur
- Tom Cruise (* 1962), Schauspieler und Produzent
- Bobcat Goldthwait (* 1962), Comedian und Schauspieler
- Tom Kenny (* 1962), Schauspieler
- Joel Weiskopf (* 1962), Jazz-Pianist und Komponist
- Anthony Starke (* 1963), Schauspieler
- James Carney (* 1964), Jazzmusiker und Komponist des Modern Creative
- Ted Forrest (* 1964), professioneller Pokerspieler
- Roger Nober (* 1964), Manager im Eisenbahnbereich
- Eric Lichtblau (* 1965), Journalist
- Susan Wynne (* 1965), Eiskunstläuferin
- Úna Ní Raifeartaigh (* 1966), irisch-US-amerikanische Juristin
- Nicole Mitchell (* 1967), Komponistin und Jazzflötistin
- Michael Cole (* 1968), Journalist und Fernsehkommentator
- Dan Maffei (* 1968), Politiker, Vertreter von New York im US-Repräsentantenhaus
- John Mannion (* 1968), Politiker, Vertreter von New York im US-Repräsentantenhaus
- Noel Francisco (* 1969), Jurist und Solicitor General of the United States
- Jason Stanley (* 1969), Philosoph
- Jeanette Epps (* 1970), Astronautin
- Megyn Kelly (* 1970), Journalistin und Fernsehmoderatorin
- Johnny Messner (* 1970), Schauspieler
- Michaela Watkins (* 1971), Schauspielerin und Comedian
- Rory Cochrane (* 1972), Schauspieler
- Kim Hill (* 1972), Soul-Sängerin
- Jennifer Rhines (* 1974), Langstreckenläuferin
- Jay Leach (* 1979), Eishockeyspieler und -trainer
- Amanda Rogers (* 1982), Sängerin und Pianistin
- Lea Davison (* 1983), Radsportlerin
- Jo-Lonn Dunbar (* 1985), American-Football-Spieler
- Andray Blatche (* 1986), US-amerikanisch-philippinischer Basketballspieler
- Andy Rautins (* 1986), kanadischer Basketballspieler
- Dana Vollmer (* 1987), Schwimmerin
- Andy Mineo (* 1988), christlicher Hip-Hop-Musiker
- Nina Davuluri (* 1989), Schönheitskönigin, Gewinnerin der Miss-America-Wahl 2014
- Kristen Meier (* 1991), Fußballspielerin
- Breanna Stewart (* 1994), Basketballspielerin
- Post Malone (* 1995), Rapper
- Darrick Kobie Morris (* 1995), kroatischer Fußballspieler
- Alex Tuch (* 1996), Eishockeyspieler
- Jordan Roland (* 1997), Basketballspieler
- Gary France (* im 20. Jahrhundert), US-amerikanisch-australischer Perkussionist und Musikpädagoge
- Jakub Borzęcki (* 2002), deutsch-polnischer Eishockeyspieler

## Klimatabelle
|                        | Jan  | Feb  | Mär  | Apr  | Mai  | Jun  | Jul  | Aug  | Sep  | Okt  | Nov  | Dez  |   |      |
| Mittl. Temperatur (°C) | −5,3 | −4,4 | 1,1  | 7,6  | 13,9 | 18,5 | 21,3 | 20,2 | 16,4 | 10,4 | 4,7  | −2,1 | ⌀ | 8,6  |
| Mittl. Tagesmax. (°C)  | −0,8 | 0,3  | 5,9  | 13,3 | 20,2 | 24,8 | 27,6 | 26,1 | 22,0 | 15,7 | 8,9  | 1,9  | ⌀ | 13,9 |
| Mittl. Tagesmin. (°C)  | −9,9 | −9,2 | −3,8 | 1,9  | 7,8  | 12,1 | 15,0 | 14,3 | 10,8 | 5,1  | 0,6  | −6,1 | ⌀ | 3,3  |
|                        |      |      |      |      |      |      |      |      |      |      |      |      |   |      |
| Niederschlag (mm)      | 59,4 | 54,6 | 70,4 | 84,6 | 83,3 | 96,3 | 96,8 | 89,2 | 96,3 | 82,3 | 94,5 | 81,3 | Σ | 989  |
|                        |      |      |      |      |      |      |      |      |      |      |      |      |   |      |
| Sonnenstunden (h/d)    | 3,3  | 4,1  | 5,6  | 6,8  | 7,8  | 8,7  | 9,3  | 8,0  | 6,4  | 4,7  | 2,6  | 2,2  | ⌀ | 5,8  |
|                        |      |      |      |      |      |      |      |      |      |      |      |      |   |      |
| Luftfeuchtigkeit (%)   | 74   | 73   | 70   | 66   | 67   | 69   | 70   | 73   | 75   | 74   | 75   | 76   | ⌀ | 71,8 |

| −9,9 |

| −9,2 |

| −3,8 |

| 1,9 |

| 7,8 |

| 12,1 |

| 15,0 |

| 14,3 |

| 10,8 |

| 5,1 |

| 0,6 |

| −6,1 |

| −9,9 |

| −9,2 |

| −3,8 |

| 1,9 |

| 7,8 |

| 12,1 |

| 15,0 |

| 14,3 |

| 10,8 |

| 5,1 |

| 0,6 |

| −6,1 |